# San Antonio Huista
San Antonio Huista è un comune del Guatemala facente parte del dipartimento di Huehuetenango.